# Nevidzany (Trenčín)
|  | No s'ha de confondre amb Nevidzany (Nitra). |

Nevidzany és un poble i municipi d'Eslovàquia que es troba a la regió de Trenčín. La primera menció escrita de la vila es remunta al 1229.

## Demografia
| Godina             | 1994 | 2004   | 2014   | 2024   |
| ------------------ | ---- | ------ | ------ | ------ |
| Nombre de persones | 301  | 297    | 305    | 298    |
| Diferència         |      | −1,32% | +2,69% | −2,29% |

| Godina             | 2023 | 2024   |
| ------------------ | ---- | ------ |
| Nombre de persones | 301  | 298    |
| Diferència         |      | −0,99% |